# KentBank
De Kentbank d.d. (kortweg KentBank) is een Kroatische handelsbank die in 1998 in Zagreb werd opgericht. Deze particuliere bank heeft 14 filialen welke zijn gevestigd in de grotere steden van Kroatië.
In juli 2011 werd de KentBank overgenomen door de Süzer Group die daarmee zijn activiteiten uitbreidde naar de financiële sector. De wereldwijd opererende Süzer Group is verder actief in de vastgoed-, toerisme- en energiebranche. De Süzer Group werd opgericht in 1952 en genereert al meerdere jaren achtereen een exportvolume van meer dan één miljard dollar.
In 2014 bereikte de KentBank zijn beste resultaat tot dan toe. Met name de groei van particuliere kredietverstrekkingen zorgde voor een toename van het balanstotaal tot 153,7 miljoen euro. De bank noteerde in het boekjaar 2014 een eigen vermogen van 21,5 miljoen euro.
De KentBank is conform de EU-richtlijnen lid van het Kroatische depositogarantiestelsel (DAB, Državna agencija za osiguranje štednih uloga i sanaciju banaka). KPMG is verantwoordelijk voor de controle en goedkeuring van de jaarrekening.